# Pekkalansaari
Pekkalansaari är en ö i Finland. Den ligger i sjön Kutunjärvi och i kommunen Suonenjoki i den ekonomiska regionen  Inre Savolax ekonomiska region  och landskapet Norra Savolax, i den centrala delen av landet, 300 km norr om huvudstaden Helsingfors. Öns area är 9,2 hektar och dess största längd är 490 meter i sydöst-nordvästlig riktning.